# Irakli Chikovani
Irakli Chikovani (en georgiano: ირაკლი ჩიქოვანი; Zugdidi, 28 de agosto de 1980) es un político georgiano que se ha desempeñado como vice primer ministro y ministro de Defensa de Georgia desde el 8 de febrero de 2024. Miembro del partido Sueño Georgiano, anteriormente fue miembro del Parlamento de 2020 a 2024 y de 2012 a 2016.

## Biografía
Chikovani se unió a la política en 2012, como miembro del partido Demócratas Libres del ex vice primer ministro Irakli Alasania, que inicialmente era parte de la coalición Sueño Georgiano. Después de que la coalición se disolviera, Chikovani participó en la campaña electoral de los Demócratas Libres de 2016, en la que el partido no logró obtener ningún escaño. En 2020, Chikovani se reincorporó a Sueño Georgiano y se postuló para diputado en el distrito electoral de Zugdidi en las elecciones de ese año, donde ganó el escaño con el 93,88% de los votos. El 8 de febrero de 2024, Chikovani se unió al gobierno del primer ministro Irakli Kobajidze como ministro de Defensa y vice primer ministro.